# Pingasa victoria
Pingasa victoria är en fjärilsart som beskrevs av Louis Beethoven Prout 1913. Pingasa victoria ingår i släktet Pingasa och familjen mätare. Inga underarter finns listade i Catalogue of Life.